# Korkodon
A Korkodon (oroszul: Коркодон) folyó Oroszország ázsiai részén, Északkelet-Szibériában, a Magadani terület keleti felén; a Kolima középső folyásának jobb oldali mellékfolyója.

## Földrajz
Hossza: 476 km, vízgyűjtő területe: 42 800 km2, évi közepes vízhozama (kb. 300 km-re a torkolattól): 51,3 m³/s.
A Korkodon-hegység délkeleti részén ered. A Kolima-hegyvidékhez tartozó Molkati-hegység és a Korkodon-hegység között folyik kezdetben észak felé, majd nyugat felé. Felső szakaszán erős sodrású hegyi folyó, alsó szakaszán lapos, mocsaras völgyben halad, sok mellékágra bomlik.
Völgyében különösen zord a tél, a hőmérő higanyszála gyakran –50 fok alá süllyed. A folyó október közepétől május közepéig jég alatt, többnyire fenékig befagy. Völgyében nincs állandóan lakott település. 
Legnagyobb mellékfolyója a jobb oldali Bulun (428 km) és Nagy-Jarhodon (239 km), a bal oldaliak közül leghosszabb a Pungali (208 km). Vízgyűjtő területén ezeregyszáznál több tó és mocsár és található.